# GigaChat
GigaChat — генеративний штучний інтелект у вигляді чат-бота, розроблений російською фінансовою корпорацією Сбербанк та запущений у квітні 2023 року. GigaChat позиціонується як російська альтернатива ChatGPT.
Цей штучний інтелект здатний виконувати широкий спектр складних когнітивних та повсякденних завдань, таких як участь у дискусіях, написання коду чи текстів, а також відповіді на запити. Платформа допомагає генерувати аналітичні звіти на основі зібраних даних, обробляти великі обсяги тексту, створювати статті у заданих форматах та стилях, а також спрощує пошук інформації.
Станом на лютий 2024 року GigaChat мав понад 2,5 мільйони користувачів. Заявляється, що цей чат-бот краще спілкується російською мовою, ніж інші подібні системи, хоча його модулі для підтримки інших мов є менш розвиненими.

## Цензура
За інформацією «Медузи», нейромережа GigaChat уникає обговорення тем, пов'язаних з Україною, вторгненням Росії в Україну, статусом Криму, ДНР і ЛНР. Помічено, що після трьох запитів на ці теми нейромережа обмежує роботу лише в рамках офіційного сайту. Однак цензуру можна обійти, ставлячи запитання, які побічно стосуються забороненої тематики. 
GigaChat також уникає обговорення таких персон, як Володимир Путін, Володимир Зеленський, Міхеїл Саакашвілі, Олексій Навальний, Ілля Яшин та Юлія Навальна, і не надає інформації з їхніх біографій. 
Додатково, цензуруються теми, пов'язані з виборами президента Росії 2008 року та пам'ятниками Степану Бандері.